# 切尔涅托沃农村居民点
切尔涅托沃农村居民点（俄语：Чернетовское сельское поселение）是俄罗斯联邦布良斯克州布良斯克区所属的一个农村居民点。其下辖有8个居民点，行政中心为别托沃。据2015年统计，该农村居民点的人口为1427人。